# 523
سنة 523 م (بالأرقام الرومانية: DXXIII) كانت سنة بسيطة تبدأ يوم الأحد (الرابط يظهر نموذج الجدول الزمني الكامل للسنة) من التقويم اليولياني. بدأت تسمية السنة ب523 منذ العصور الوسطى المبكرة، عندما أصبح تقويم أنو دوميني هو الأسلوب السائد في أوروبا لتسمية السنوات.

## وفيات
- أمونيوس بن هرميا فيلسوف يوناني
- الحارث (قديس) شهيد
- ترازاموند
- هرمزيدا